# Geokunststoff
Geokunststoffe sind allgemein die in der Geotechnik eingesetzten Kunststoffe in Form von Vliesen, Geweben, Gittern oder Verbundstoffen, die vollständig oder zu wesentlichen Teilen aus polymeren Werkstoffen hergestellt sind. 
Die Hauptaufgaben der Geokunststoffe sind: Trennen, Dränen, Filtern, Bewehren, Schützen, Dichten, Erosionsschutz und Verpacken. 
Geokunststoffe in Form von Vliesen, Geweben und Verbundstoffe werden als Geotextilien bezeichnet.
Geokunststoffe können wie folgt untergliedert werden:
1. Wasserdurchlässige Produkte:
  - Geotextilien, Vliesstoffe, Gewebe, Verbundstoffe, Geogitter
2. Wasserundurchlässige Produkte:
  - Dichtungsbahnen (allg.) zur Bauwerksabdichtung, Dachabdichtung, Fugenabdichtung; Kunststoffdichtungsbahnen; Teichfolien.